# 毓岳
毓岳（1954年—），字子锐，满族，爱新觉罗氏，北京人，中国书画家。是溥佐之子。为北京美术家协会会员、民族盟北京市委委员。

## 生平
自幼在父熏陶下酷爱书法绘画，是宫廷画派的重要传承人。擅画兰竹花鸟等。后为天津市美术家协会会员、文化部恭王府书画社顾问、天津炎黄书画研究会常务理事、爱新觉罗画派研究会副会长。

## 著作
著有《报春图》，《重其神骏之图》，《清风之图》等。 